# Schwicker Alfréd
Schwicker Alfréd (Nagybecskerek, 1864. március 22. – Budapest, 1950. március 28.) bölcseleti doktor, főreáliskolai tanár, vegyész, Schwicker Bruno testvéröccse, Schwicker János Henrik tanár fia.

## Életútja
Egyetemi tanulmányait Budapesten végezte és 1887-89-ben ugyanott tanársegéd volt Than Károly mellett az egyetem kémiai intézetében. 1890-ben nyert tanári oklevelet a vegytanból és természetrajzból. 1889-től tanár a pozsonyi állami főreáliskolában; 1895-től fogva pedig vezetője a pozsonyi állami vegykísérleti állomásnak, majd a pozsonyi orvos-természettudományi egylet titkára lett. 1916-tól mint az Országos Kémiai Intézet és Központi Vegykísérleti Állomás főigazgatója működött. Külföldi szaklapoknak munkatársa volt. 

## Munkái
- Adatok a szulfitek és tioszulfátok konstitutiójához. Bpest, 1889.
- A kálium hypojodit átalakulásának sebessége. U. ott, 1894.
- Chemia. Pozsony, 1901. 11 ábrával. Két rész. (Tudományos Zsebkönyvtár 77., 93.)